# Teinobasis alluaudi
Teinobasis alluaudi là một loài chuồn chuồn kim thuộc họ Coenagrionidae. Loài này có ở Kenya, Madagascar, Malawi, Seychelles, và Tanzania. Môi trường sống tự nhiên của chúng là rừng ẩm vùng đất thấp nhiệt đới hoặc cận nhiệt đới và đất ngập nước với cây bụi là chủ yếu. Chúng hiện đang bị đe dọa vì mất nơi sống.